# Tom Hall (hudebník)
Tom Hall (* 12. září 1980) je australský hudebník a hudební skladatel, věnující se elektronické hudbě. Absolvoval Australskou národní univerzitu. Po dobu jednoho roku (2004) rovněž studoval v Japonsku. Zde se seznámil s programem ProTools. Později se usadil v Los Angeles. Vydal řadu alb, mezi něž patří například Past Present, Below (2010), Muted Angels (2011) a Spectra (2018). Také spolupracoval s australským hudebníkem Lawrencem Englishem. V roce 2012 vytvořil nevydaný remix písně z alba Extra Playful velšského hudebníka Johna Calea.